# Municipio de Lake Hester
El municipio de Lake Hester (en inglés: Lake Hester Township) es un municipio ubicado en el condado de McHenry en el estado estadounidense de Dakota del Norte. En el año 2010 tenía una población de 45 habitantes y una densidad poblacional de 0,48 personas por km².

## Geografía
El municipio de Lake Hester se encuentra ubicado en las coordenadas 48°3′31″N 100°42′6″O / 48.05861, -100.70167. Según la Oficina del Censo de los Estados Unidos, el municipio tiene una superficie total de 93.14 km², de la cual 92,39 km² corresponden a tierra firme y (0,8 %) 0,75 km² es agua.

## Demografía
Según el censo de 2010, había 45 personas residiendo en el municipio de Lake Hester. La densidad de población era de 0,48 hab./km². De los 45 habitantes, el municipio de Lake Hester estaba compuesto por el 100 % blancos. Del total de la población el 0 % eran hispanos o latinos de cualquier raza.